# Élections sénatoriales de 2020 au Delaware
Les élections sénatoriales de 2020 au Delaware ont lieu le 3 novembre 2020 afin d'élire 11 des 21 membres du Sénat de l'État américain du Delaware.
Le parti démocrate accroit sa majorité.

## Système électoral
Le Sénat du Delaware est la chambre haute de son parlement bicaméral. Il est composé de 21 sièges pourvus au scrutin uninominal majoritaire à un tour dans autant de circonscriptions que de sièges à pourvoir, selon un calendrier particulier appelé système de mandat 2-4-4. Cette appellation désigne la façon dont la moitié des membres de la chambre effectue un mandat de deux ans puis deux de quatre ans en l'espace d'une décennie, de telle sorte que le Sénat soit renouvelé par moitié à chaque élection, avant d'être intégralement renouvelés tous les dix ans, juste après le recensement fédéral décennal. 
Le renouvellement de 2020 est ainsi celui du second groupe de 11 sénateurs, pourvus pour deux ans, avant le renouvellement intégral prévus pour 2022.

## Résultats
|        |                   |         |       |             |        |        |             |               |  |  |  |  |  |  |
| Partis | Partis            | Voix    | %     | Sièges      | Sièges | Sièges | Sièges      | Sièges        |  |  |  |  |  |  |
| Partis | Partis            | Voix    | %     | Total avant | En jeu | Élus   | Total après | +/-           |  |  |  |  |  |  |
|        | Parti démocrate   | 130 663 | 55,41 | 12          | 6      | 8      | 14          | 2             |  |  |  |  |  |  |
|        | Parti républicain | 105 142 | 44,59 | 9           | 5      | 3      | 7           | 2             |  |  |  |  |  |  |
|        |                   |         |       |             |        |        |             |               |  |  |  |  |  |  |
| Total  | Total             | 235 805 | 100   | 21          | 11     | 11     | 21          | en stagnation |  |  |  |  |  |  |